# From Two to Six
Pour plus de détails, voir Fiche technique et Distribution.
From Two to Six est un film américain réalisé par Albert Parker, sorti en 1918.

## Synopsis
Le baron von Wiederholtz et madame Elsa, des espions allemands, ont volé à John Stevens les plans d'un dispositifs anti-sous-marins. La fille de Stevens, Alice, part à leur poursuite à New York dans l'espoir de récupérer ces plans. Dans le même hôtel que les espions, résident Howard Skeele et Margaret Worth, deux amis d'enfance que leurs parents respectifs voudraient voir se marier, faute de quoi ils seraient déshérités. Par erreur Howard se retrouve dans la suite du baron et le voit cacher les plans. Il permet ainsi à Alice de les retrouver. Comme il doit être marié avant 18h pour hériter, il propose à la jeune femme de l'épouser. Elle accepte, Margaret est d'accord avec ce mariage, les espions sont arrêtés et Alice peut retourner chez elle avec les plans et un mari. 

## Fiche technique
- Titre original : From Two to Six
- Réalisation : Albert Parker
- Scénario d'après la nouvelle The Button Thief d'Arthur Stringer
- Photographie : Roy Vaughn
- Production : Allan Dwan
- Société de production : Triangle Film Corporation
- Société de distribution : Triangle Distributing Corporation
- Pays d'origine :  États-Unis
- Langue originale : anglais
- Format : noir et blanc — 35 mm — 1,37:1 — Film muet
- Genre : Comédie dramatique
- Durée : 50 minutes (5 bobines)
- Dates de sortie :  États-Unis : 17 février 1918
- Licence : domaine public

## Distribution
- Winifred Allen : Alice Stevens
- Earle Foxe : Howard Skeele
- Forrest Robinson : John Stevens
- Robert Fischer : baron Kuno Von Wiederholtz
- Margaret Greene : madame Elsa
- Clarence Handyside : Richard Skeele
- Charles Wells : George Worth
- Madeline Marshall : Margaret Worth
- Amy Somers : la bonne française
- Riley Hatch : le détective de l'hôtel